# Calathea veitchiana
Calathea veitchiana är en strimbladsväxtart som beskrevs av Veitch och Joseph Dalton Hooker. Calathea veitchiana ingår i släktet Calathea och familjen strimbladsväxter. Inga underarter finns listade.

## Bildgalleri

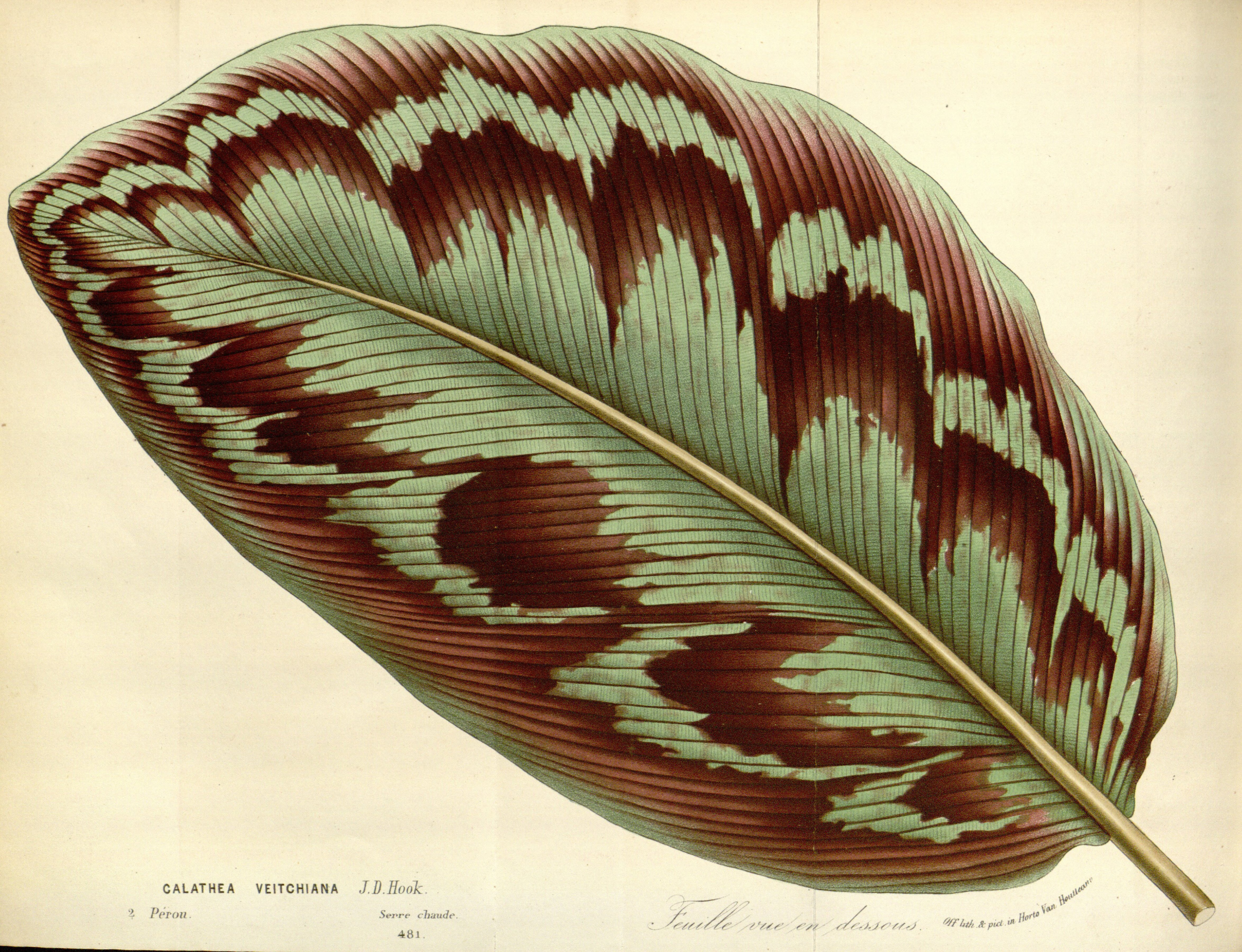
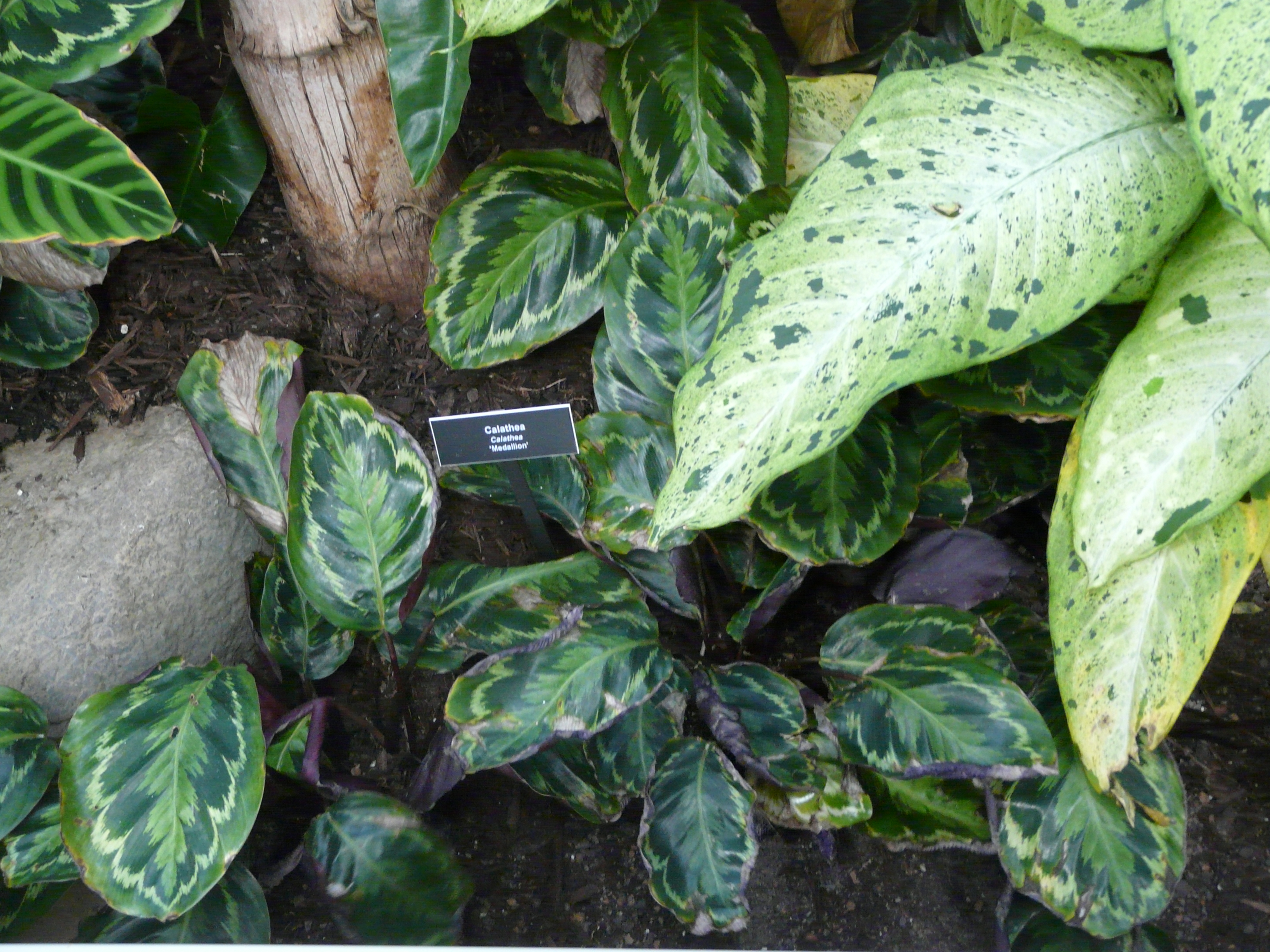
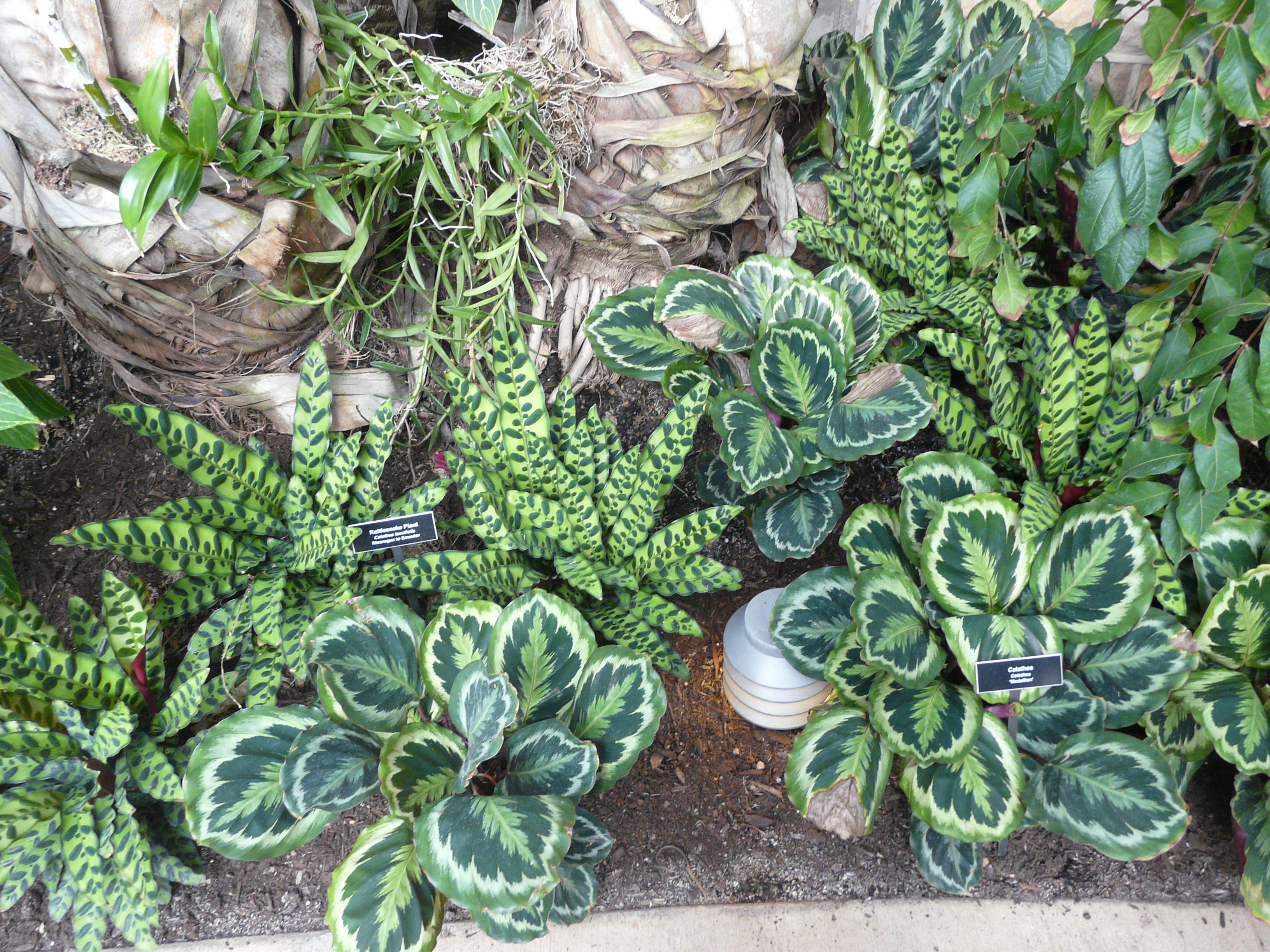
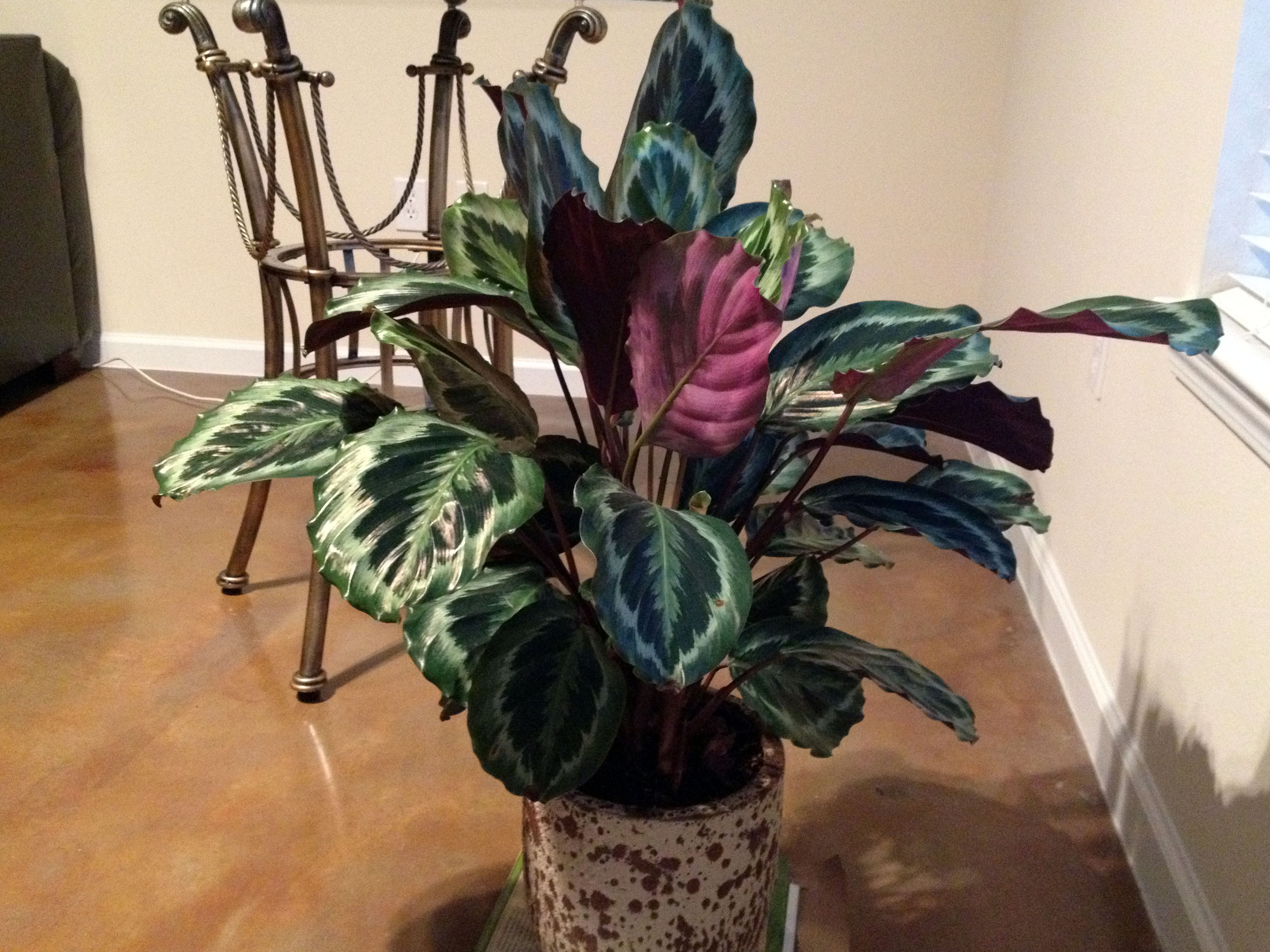